# Charlotte Jouvenel des Ursins
Marie-Charlotte Jouvenel des Ursins, vicomtesse d'Auchy, née en 1569 à Armentières-sur-Ourq (sud de l'Aisne) et morte le 3 janvier 1646 à Paris, est une poétesse et salonnière française.

## Biographie
Marie-Charlotte Jouvenel des Ursins est née en 1569, à Armentière-sur-Ourq, et est morte le 3 janvier 1646 à Paris où elle est inhumée aux filles de l'Ave Maria.
Elle est la fille de Gilles Jouvenel des Ursins, seigneur d'Armentières dont la lignée est liée à la maison royale de France et d'Anne Charlotte d'Arces, dame de La Rivière-Thibouville. Elle reçoit une éducation de jeune fille de haut rang autour la philosophie et de lettres pour devenir à son tour dame d'Armentières. Elle hérite par la suite du titre de seigneur en 1608, quand elle hérite des biens de sa branche à la mort de son frère aîné Gilles qui n'avait pas d'enfant.
En 1595, à l'âge de 25 ans, elle épouse Eustache de Conflans, dit Eustache II la Grand'Barbe en raison de cette caractéristique physique. Il est vicomte d'Auchy, seigneur de Clerques (1587-1613), seigneur de Quercamps, de Bercy, du Buisson, de la maison de Confravreux et d'autres terres. Il est chevalier des ordres du roi, de capitaine de 50 hommes d'armes de ses ordonnances et lieutenant-général des armées du Roi. Il est également député de la noblesse du Vermandois aux Etats-Généraux de Blois en 1588, ambassadeur extraordinaire en Flandres, chevalier d'honneur de la reine Marie de Médicis, gouverneur de Saint-Quentin et de conseiller d'État.
Elle devient alors « vicomtesse d'Auchy », désignation la plus souvent utilisée pour parler d'elle, dont l'orthographe d'époque prend parfois la forme d'Ochy en référence à sa propriété d'Oulchie le Chastel.
Elle donne naissance à trois enfants : Henri, Mercure et Gilles, dont le cadet meurt relativement jeune.

## Poétesse

### Une pionnière

#### Un des premiers salons littéraires féminins
Charlotte Jouvenel est l'une des pionnières des salons littéraires parisiens du XVIIe siècle, en particulier des salons littéraires féminins. Passionnée de philosophie et de belles lettres, elle est en concurrence avec Marie Bruneau des Loges (dont le salon disparut rapidement), Mme de Senectère (fille de François et nièce de Madeleine),,, et la « chambre bleue » de Catherine de Rambouillet à l'hôtel de Rambouillet.
Son salon est connu sous le nom d'Académie de la vicomtesse d'Auchy et se tient les mercredis rue des Vieux Augustins (actuelle rue d'Argoue depuis 1867). Il présente une forte activité autour de 1605 à 1638,. Il est fréquenté par François de Malherbe, Jean de Lingendes, Claude de Malleville, Jean Chapelain (grand rival de Catherine de Rambouillet en 1638), le philosophe Louis de L'Esclache, le théologien Pierre Maucors, l'abbé de Cerisy (pour contrecarrer Boisrobert), et Charles Picard, sieur de Touvaut et d'Infrainville.

#### Son originalité
Le salon de Charlotte Jouvenel est particulier quant à son système d'entrée : plutôt que d'être organisé selon le principe d'entre-soi, il met en avant les femmes et recrute selon le savoir du candidat.
Son salon est avant-gardiste par les libertés qu'il prend vis-à-vis des règles érigées dans les autres salons de l'époque. Il est connu en particulier pour son exercice d'oralité systématique. Pendant le salon, il était demandé aux participants de composer ou de lire à haute voix de choses et d'autres indépendamment du statut lettré ou distingué des participants.

La dimension religieuse à laquelle est attachée la vicomtesse est également une autre de ses spécificités puisque les salonniers sont particulièrement invités à parler de théologie, une discipline habituellement réservée au corps ecclésiastique dans des lieux moins mondains. Le salon se fit connaître à ce sujet à la suite de la polémique de Saint-Ange : une fois, alors que le Frère capucin Jacques Forton de Saint-Ange prouvait la Sainte-Trinité par raison naturelle, l'archevêque de Paris Jean-François de Gondi fut scandalisé et demanda à Charlotte Jouvenel d'abandonner son salon littéraire.

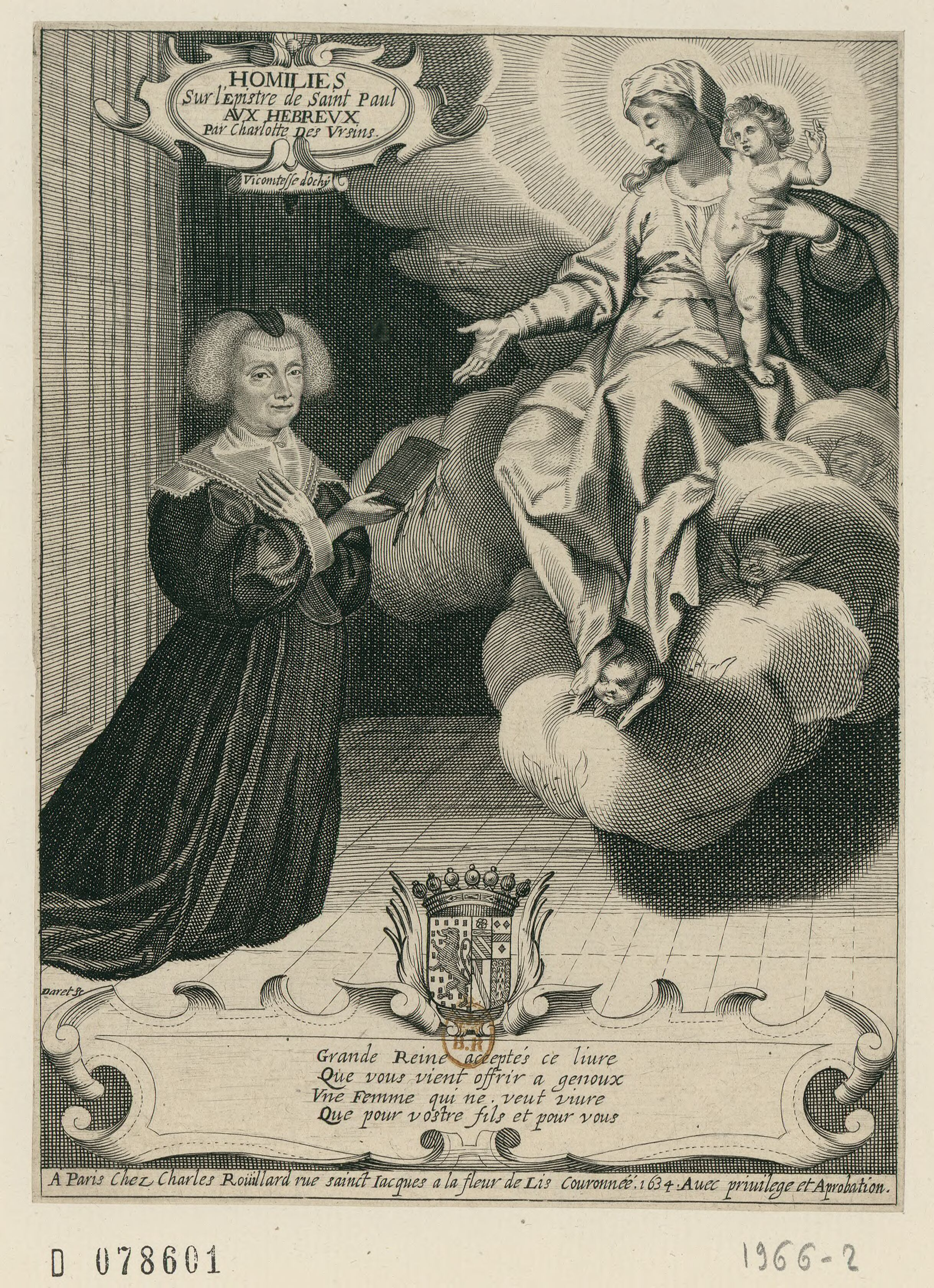
Page de titre-frontispice, gravée par Pierre Daret, dHomilies sur l'Episte de Saint Paul aux Hébreux par Charlotte des Ursins, vicomtesse d'Ochy

Elle est l'une des premières femmes de salon à avoir écrit un livre et à revendiquer le statut de femme de lettres dans sa préface des Homélies en 1634 à plus de 70 ans. En effet, elle écrit un livre pieux après avoir passé beaucoup de temps à s'instruire sur la religion au château du Buissson à Brécy et après l'approbation d'un conseil de docteurs de théologie le 22 septembre 1633. Sur la page de titre-frontispice de cet ouvrage, une gravure de Pierre Daret la représente offrant le livre à la Vierge,.

### Une position de liberté
Charlotte Jouvenel bénéficie d'une certaine liberté, notamment grâce à son nouveau statut et à son héritage en 1608. Le statut de son mari lui permet de bénéficier de la part du roi d'un logement à Paris en l'hôtel de Combault près du Château du Louvre, auquel s'ajoute les services d'un domestique de la douairière de Genlis et d'une rente viagère.
Par ailleurs, son mari consacre beaucoup de temps à son travail qui le retient à Saint-Quentin, ce qui « laisse sa femme libre de tenir à Paris un salon où se pressaient les beaux esprits ». À la mort de son époux, le 19 juin 1628, elle délaisse encore davantage la campagne pour se consacrer à sa vie parisienne.

## Inspiratrice
Charlotte Jouvenel inspire plusieurs poètes de son époque. Décrite comme une muse, elle reçoit les louages de Jean de Lingendes, du poète Claude de Malleville, François de Soucy, ainsi qu'un sonnet de Pierre de l'Estoile.
Elle fait également l'objet de deux biographies, par Gédéon Tallemant des Réaux en 1834 et par Rémi Demarquet en 2019.
Elle fut notamment la source d'inspiration du poète normand François de Malherbe (1555-1628) qui lui consacra une intense correspondance épistolaire de janvier 1606 à septembre 1607. Il lui écrivit également 2 pièces et 6 sonnets, « Les Heures de Caliste » dans Délices et Recueil des plus excellents vers satiriques de ce temps, qui bénéficièrent d'une forte diffusion sur la scène littéraire (il fut réimprimé 5 fois entre 1609 et 1630) et qui marquèrent durablement l'esprit des lecteurs de la première moitié du siècle. Il s'agit des seuls sonnets amoureux du poète relevant de la poésie galante, prenant la forme particulière d'un ensemble tant génétique que compositionnel présentant des structures fixes (rimes, vers répétés) qui serviront de modèles poétiques après la Fronde. Le nom de Charlotte Jouvenel est caché au profit du surnom de « Caliste », qui signifie « la belle des belles », et qui apparaît à partir d'une lettre du 9 avril 1607 entre les deux poètes.

## L'oubli
« Chacun pourra trouver [...] l'ascension, la chute puis l'oubli de cette femme de Lettres du Grand Siècle ».
Sa liberté et son originalité à se réclamer autrice et à tenir un salon si particulier lui valurent quelques moqueries de ses concurrentes et de ses galants éconduits (Malherbe notamment).
L'affaire Saint-Ange participa également à affaiblir la réputation du salon de la vicomtesse Auchy. Mais ce fut surtout après que son ouvrage et son académie eut connu un « succès certain » qu'une cabale fut organisée pour la mettre en touche, la réduire au silence et à l'oubli. Parmi ses opposants se comptaient d'anciens amis comme le poète Chapelain, qui avait fréquenté son salon.
Le Cardinal de Richelieu lui-même participa à sa façon à la cabale en s'appropriant la charge de la gestion culturelle et religieuse du pays en plus de ses autres fonctions. Après avoir fait fermé le salon de Marie des Loges à la fin de la décennie 1620, il créa en 1634 avec l'aide de l'écrivain Valentin Conrart une académie en concurrence directe avec celle de la vicomtesse d'Auchy, la future Académie française. En plus de faire de l'ombre au salon de la vicomtesse, le cardinal interdit l'accès à son salon et la tint à l'écart. L'objectif de Richelieu était d'institutionnaliser ces académies privées informelles, notamment pour y glorifier une langue française pure, ce qui d'après lui ne pouvait se faire que par l'exclusion des femmes de ces cercles. Conrart en rédigeant les statuts le 13 mars 1634 s'inspire fortement de "l'académie femelle" de la vicomtesse pour en faire le pendant. La vicomtesse ne fut pas conviée par la suite à rejoindre les immortels comme ses autres camarades.
En tombant dans l'oubli malgré sa notoriété de l'époque, le cas de la vicomtesse Auchy présenta quelques problèmes aux historiens et passionnés qui voulurent établir sa chronologie comme dans le cas d'autres autrices. On peut penser notamment à l'affaire Saint-Ange qui est souvent datée par erreur après la mort de la vicomtesse alors que la polémique eut lieu pendant ses salons.
Du 15 mars au 20 juillet 2008, l'exposition « Lettre intimes. Une Collection dévoilée » d'Anne-Marie Springer à la Fondation Martin Bodmer expose une partie de la correspondance entre la vicomtesse Auchy et Malherbe aux côtés d'autres grands du monde littéraire.

## Œuvre
- Charlotte des Ursins, vicomtesse d'Auchy, Homilies sur l'épistre de saint Paul aux Hébreux, Paris, Charles Rouillard, 1634, VIII-222 p., In-4°, titre gravé